# Dodge 100 "Kew"
Додж Кью Д100 (Dodge 100 «Kew») представлял собой серию грузовиков, производившихся с 1949 по 1957 год американской компанией Dodge на британском заводе в Кью, Лондоне.
Грузовики часто называли «носом попугая» из-за характерной формы капота и решетки радиатора. Большинство грузовиков были оснащены дизельными двигателями Perkins или бензиновыми двигателями Chrysler. Кузов кабины был построен Briggs Motor Bodies и использовался совместно с Ford Thames ET6 и Leyland Comet. Они были показаны в фильме 1957 года «Адские водители» и Nunca pasa nada 1963 года.
В Испании прозвали сухая корова или тощая корова прозвище происходило от своеобразного двустороннего бокового провала капота двигателя, поскольку оно напоминает ребро очень худой коровы
В Индии эта модель производилась компанией Premier Automobiles Limited, производство продолжалось до 1980-х годов.
Особенностью этого грузовика было то, что он был подготовлен на заводе с возможностью без особых затруднений менять положение рулевого колеса и педалей, поэтому он предназначался для всех типов рынков.

## Галерея

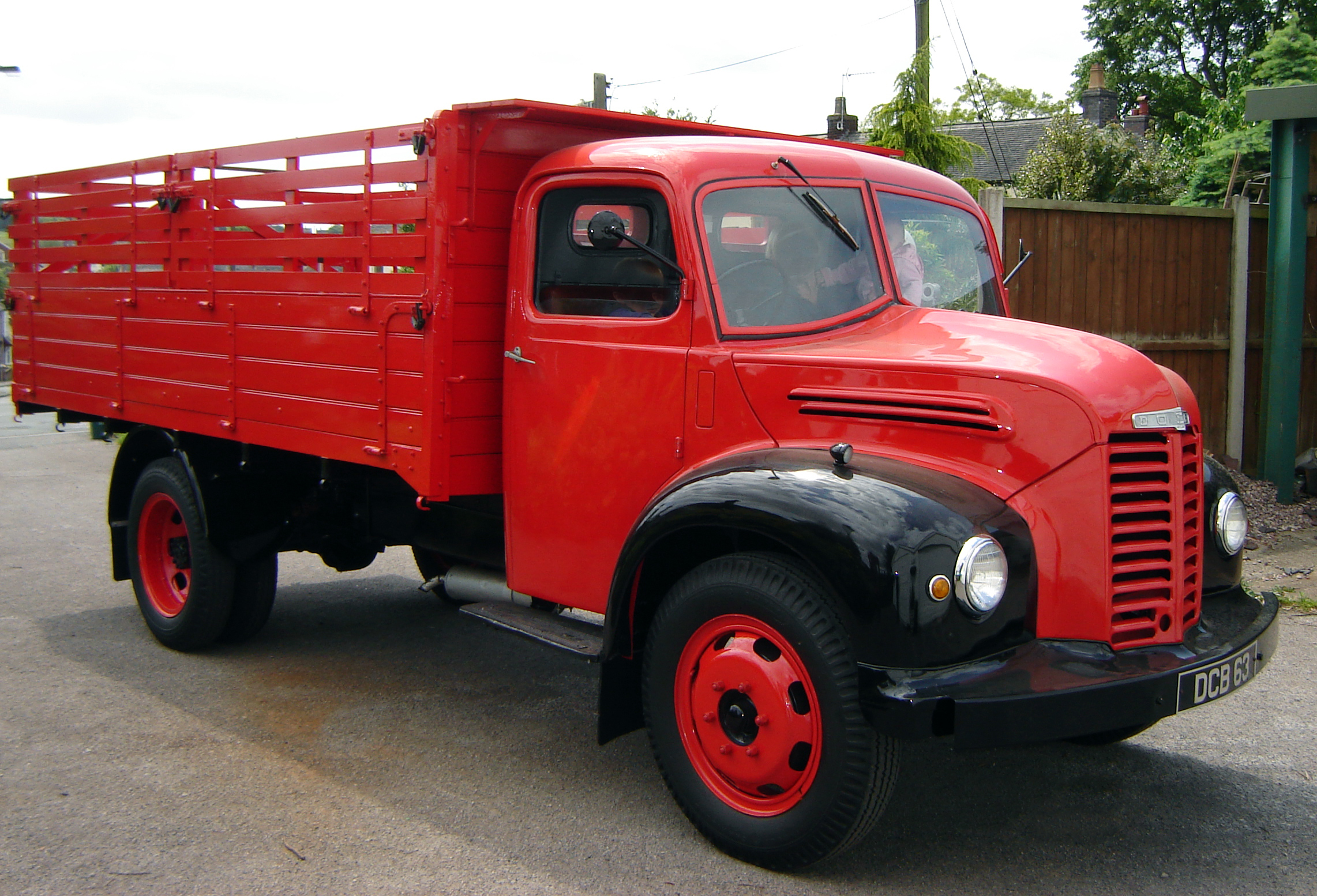
Додж Кью "Нос попугая"
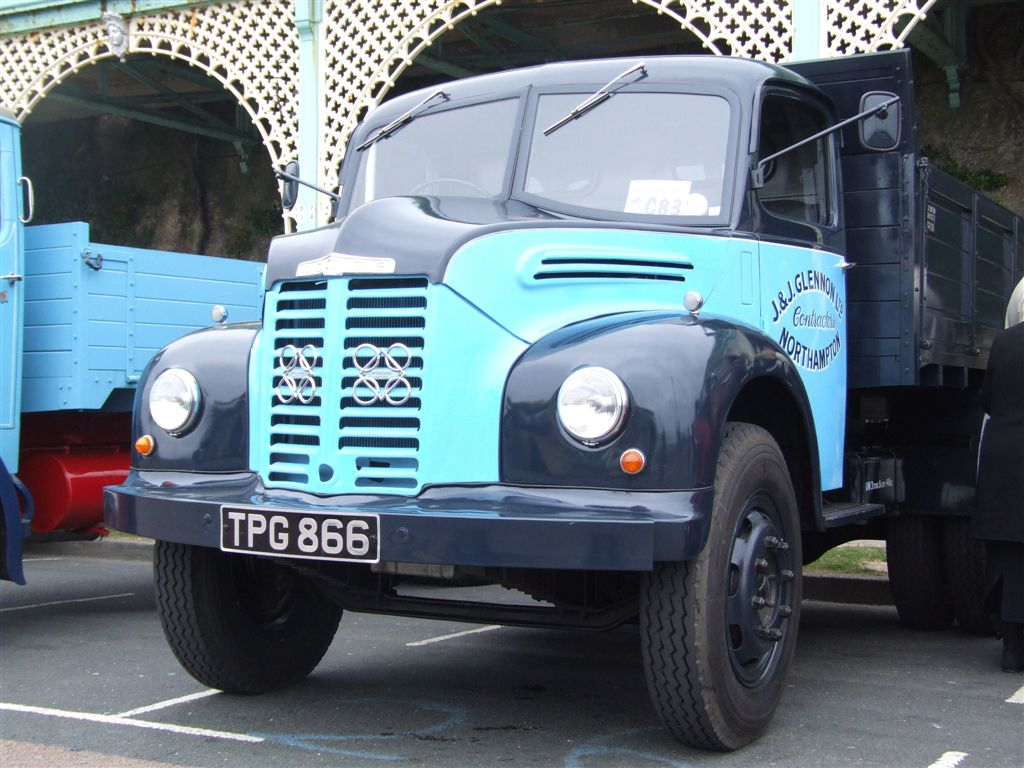
Самосвал Додж Кью "Нос попугая"
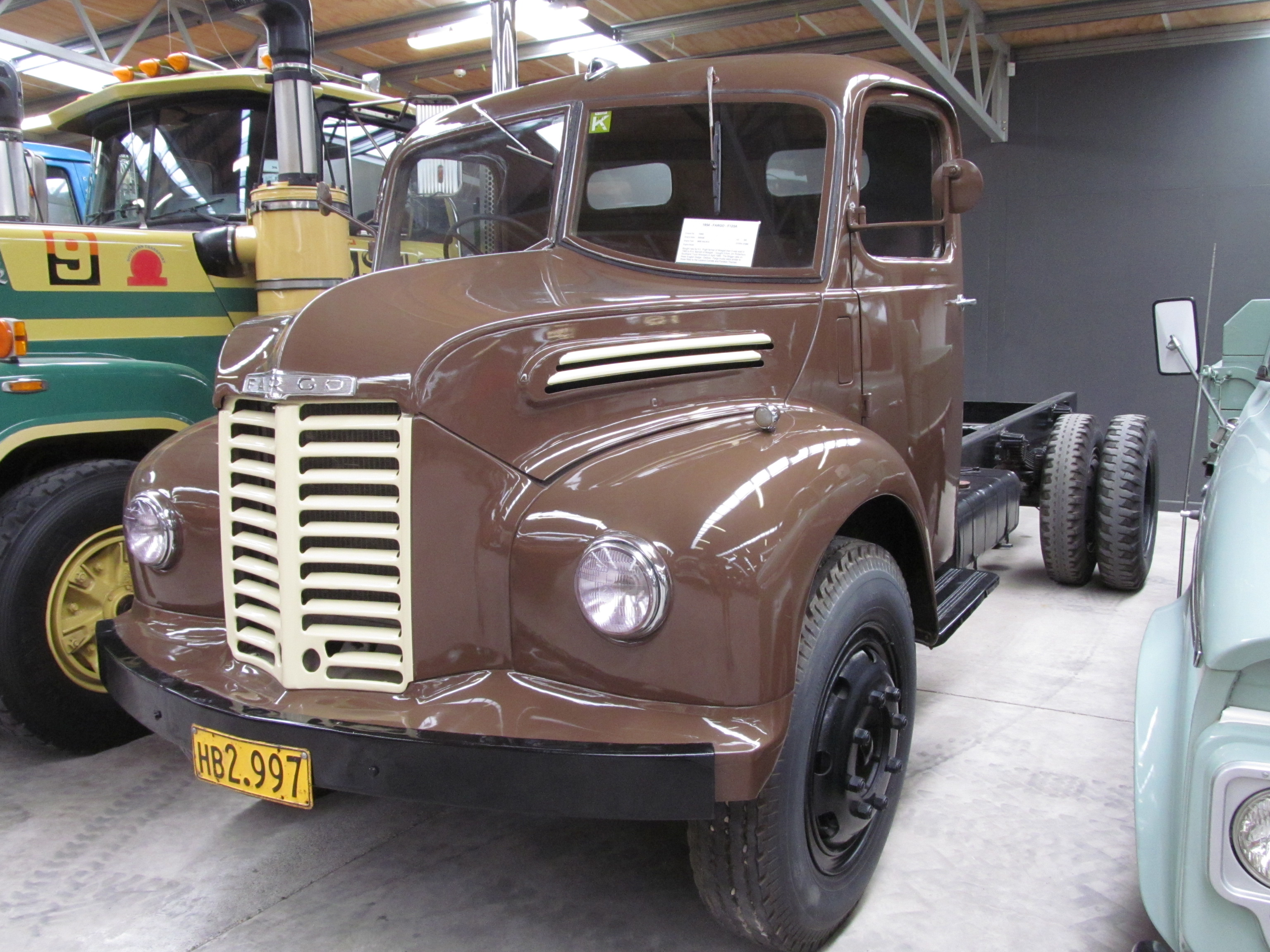
1954 Фарго в Новой Зеландии